# Robert Allen Rolfe
Pour les articles homonymes, voir Rolfe.
Robert Allen Rolfe (1855-1921) est un botaniste britannique qui s'est spécialisé dans l'étude des orchidées. Il fut le premier conservateur de l'herbier des orchidées des jardins botaniques royaux de Kew et le fondateur de la revue The Orchid Review. Robert Allen Rolfe fut l'auteur de nombreuses publications traitant des hybrides de différentes espèces d'orchidées.

## Hommages
Le genre Allenrolfea  de la famille des amaranthes a été baptisé de son nom par Carl Ernst Otto Kuntze.
L'épithète spécifique de Polystachya rolfeana lui rend également hommage.